# 稲荷神社 (増毛町)
稲荷神社（いなりじんじゃ）は、北海道増毛郡増毛町阿分（あふん）に所在する神社。阿分稲荷神社とも表記される。
留萌本線が増毛駅まで延びていたころ、当社は阿分駅と信砂駅の間に位置しており、参道を線路が横切るという珍しい構造になっていた。

## 歴史
1894年（明治27年）、阿分村の住民が協議して、山城国稲荷神社より分霊を祀る。
1896年（明治29年）6月、神社創立の許可が下りる。
1901年（明治34年）7月、社殿が完成。
1910年（明治43年）6月25日、村社となる。
1946年（昭和21年）、宗教法人となる。
1981年（昭和56年）の映画『駅 STATION』にて、英次（演 : 高倉健）と桐子（演 : 倍賞千恵子）が初詣をする場面のロケ地となった。

## 祭神
山城国稲荷神社より分霊を受けた保食大神（うけもちのおおかみ）を主祭神とする。
そのほか、阿分村でニシン漁が盛んだったころ、それぞれの網元が祀っていた屋敷神が多数合祀されている。こうした屋敷神は主に稲荷神で、ニシン漁の衰退とともに当社に集約されていったものと思われる。